# بلاغ النائب العام (مسلسل)
بلاغ النائب العام هو مسلسل مصري انتج عام 1986م.

## طاقم العمل

### ابطال المسلسل
- كرم مطاوع
- شريهان
- هالة فاخر
- سامي العدل
- هدى رمزي
- رجاء الجداوي
- بليغ حبشي
- محمد عبد المجيد
- حسن شبل
- أحمد دياب
- فادية عبد الغني
- سعاد حسين
- رجاء أمين
- إبراهيم نصر
- زوزو نبيل
- محمد عبد الجواد
- عماد محرم
- هالة صدقي
- أحمد عزت
- محمد كامل
- جورج سيدهم
- محمود رشاد
- بثينة عبد النبي
- صلاح صادق
- نجيب عبده

### تصوير
- أمير جبر (مدير الإضاءة)
- وحيد شريف (مصور)
- إبراهيم عتيق (مصور)
- ماهر أبو دقيقة (مصور)
- يوسف شلال (مصور)
- محمد الهلباوي (مصور)
- عوني جعفر (مدير التصوير الخارجي)

### موسيقى
- أركان فؤاد (غناء أغنية دواره)
- حسن نشأت (ألحان أغنية دواره)
- محمد الشيخ (موسيقى تصويرية)
- حسن صفافة (إعداد موسيقي)

### صوت
- بهجت نصر (مكساج)
- محمد سليمان (مراقبة الصوت)

### مونتاج
- لبيب إبراهيم مونتير إلكتروني)
- خالد حنفي (مونتير فيديو)

### ماكياح
- صابر الحمامي (كوافير)

### إخراج
- حسن سيف الدين (مخرج)

### تأليف
- منى نور الدين (قصة وسيناريو وحوار)

### ديكور
- سمير عامر (مهندس الديكور)